# Maurice van Ham
Maurice van Ham (Den Helder, 25 april 1966) is een Nederlands voormalig voetballer die als middenvelder speelde.
Van Ham debuteerde in het seizoen 1985/86 bij AZ '67. De twee seizoenen daarna werd hij basisspeler bij AZ. In 1988 werd hij opgeroepen voor het Nederlands elftal onder de 21 voor het EK -21. In  de 54e minuut in de halve finale tegen Griekenland maakte hij zijn debuut, het bleef bij 1 wedstrijd. Gedurende het seizoen 1989/90 stapte hij na een proefperiode over naar KSK Beveren. In 1995 werd Van Ham aan het Griekse PAOK Saloniki verhuurd. Een jaar later verliet hij de club om opnieuw voor KSK Beveren te spelen. In 1997 werd hij door Beveren verkocht aan Sporting Charleroi waar hij 2 jaar speelde. Van 1999 tot 2001 speelde hij voor FC Wiltz 71 in Luxemburg. Van Ham speelde nadien nog voor de amateurs van AFC '34 en HCSC. Van Ham is gehuwd en heeft zeven kinderen. Hij is een neef van Jaap Stam.